# Bellamya pagodiformis
Bellamya pagodiformis е вид охлюв от семейство Viviparidae. Видът е критично застрашен от изчезване.

## Разпространение
Разпространен е в Демократична република Конго и Замбия.

## Описание
Популацията на вида е намаляваща.